# Thore Stein

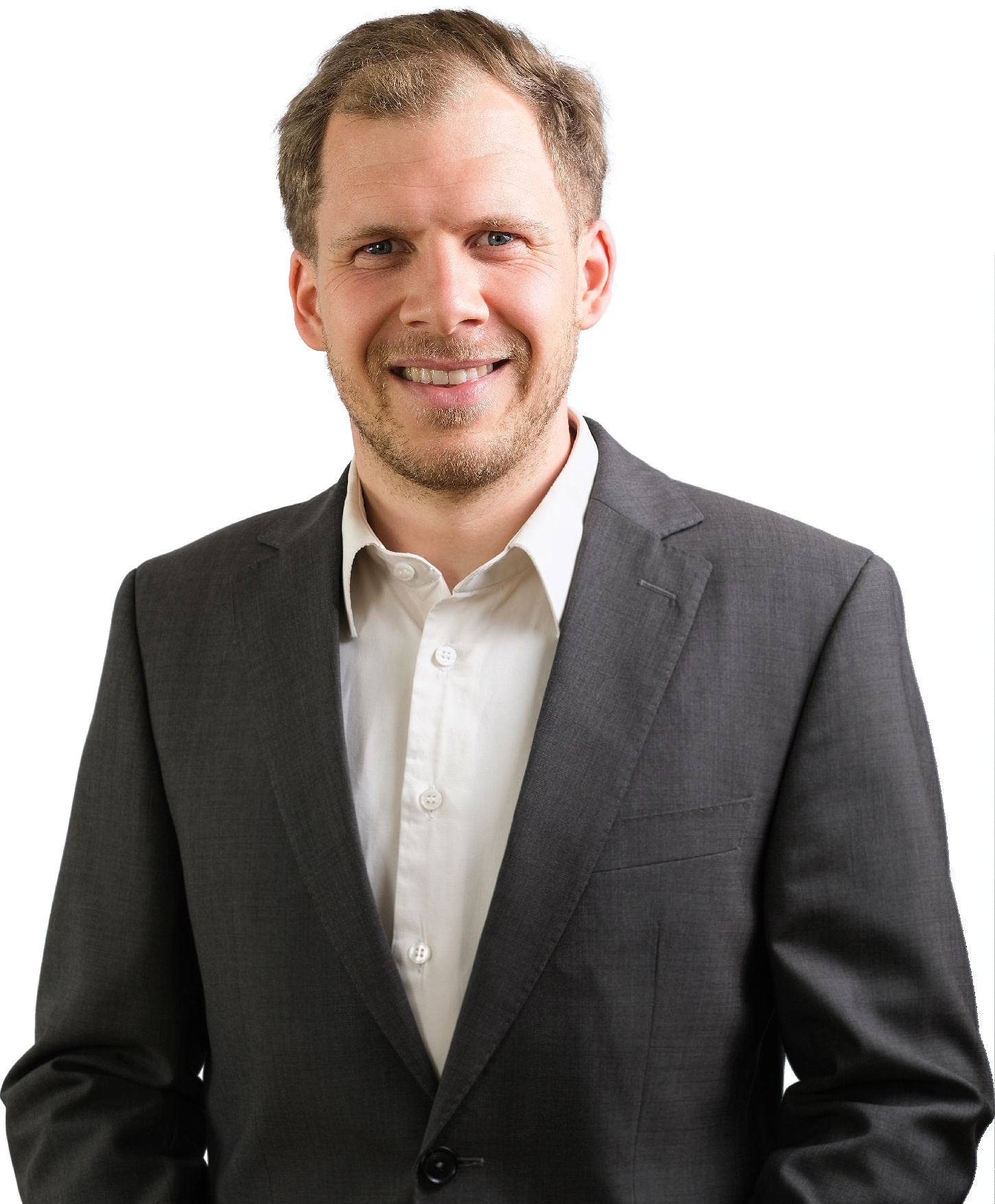
Thore Stein

Thore Stein (* 23. Januar 1988 in Ulm) ist ein deutscher Politiker (AfD). Seit der Landtagswahl 2021 ist er Abgeordneter des Landtags in Mecklenburg-Vorpommern. Er ist Mitglied im Vorstand der Desiderius-Erasmus-Stiftung.

## Leben
Thore Stein studierte in Bonn Agrarwissenschaften. Danach schloss er ein Masterstudium im Management natürlicher Ressourcen an der Universität Halle ab. Später arbeitete Stein für eine Unternehmensberatung in Niedersachsen und für die AfD-Landtagsfraktion in Mecklenburg-Vorpommern als Referent für Landwirtschaft und Naturschutz.
In Bonn wurde er Mitglied der Alten Breslauer Burschenschaft der Raczeks und des Rings Christlich-Demokratischer Studenten (RCDS). Nachdem seine Mitgliedschaft in der Burschenschaft der Raczeks bekannt geworden war, schloss der RCDS ihn als Mitglied aus – der Burschenschaft der Raczeks wurden wiederholt Verbindungen in die rechtsextreme Szene vorgeworfen. In Halle schloss sich Stein außerdem der Halle-Leobener Burschenschaft Germania an. Beiden Burschenschaften gehört er heute als Alter Herr an.
Thore Stein lebt in Moraas und ist Oberleutnant der Reserve.

## Politik
Seit 2013 ist Stein in der AfD politisch aktiv. Bei der Kommunalwahl 2019 wurde er in den Kreistag Ludwigslust-Parchim gewählt. Im September 2020 löste er dort Dennis Augustin als Fraktionsvorsitzenden der AfD-Kreistagsfraktion ab. Unter anderem zusammen mit Erika Steinbach ist Stein Mitglied im Bundesvorstand der Desiderius-Erasmus-Stiftung und wird dort als Schriftführer angeführt. Er tritt häufig als Redner bei AfD-Veranstaltungen auf, meistens zu Themen der Kultur- und Denkmalpflege sowie zu Landwirtschaftspolitik. Stein spricht sich zudem immer wieder gegen den Bau weiterer Windkraftanlagen in Mecklenburg-Vorpommern aus und befürwortet den Bau der Ostsee-Pipeline Nord Stream 2. Im Mai 2021 wurde Stein beim Parteitag der AfD Mecklenburg-Vorpommern auf Platz 5 der Landesliste für die Landtagswahl gewählt und zog bei der Landtagswahl im September 2021 über die Liste als Abgeordneter in den Landtag ein.